# Valenzuela elegans
Espèce
Synonymes
Caecilius elegans Mockford, 1969
Valenzuela elegans est une espèce d'insectes de l'ordre des psocoptères, de la famille des Caeciliusidae, de la sous-famille des Caeciliusinae et de la tribu des Coryphacini.
Elle est trouvée à Haïti et sur l'île d'Hispaniola.